# Mircea Bologa
Mircea Bologa (n. 31 mai 1935, Parcova, raionul Edineț, Republica Moldova – d. 18 aprilie 2025) a fost un inginer moldovean, specialist în tehnică, care a fost ales ca membru titular al Academiei de Științe a Moldovei.

## Biografie
S-a născut în satul Parcova, raionul Edineț, într-o familie de profesori școlari. A absolvit școala primară în satul natal, cea medie  Edineț (1948), Universitatea de stat din Chișinău (1956). Ulterior și-a continuat studiile la aspirantura (doctorantura) Institutului de energetică în numele lui G.Krjijanovskii din Moscova. În anul 1961, la vîrsta de 26 de ani a susținut teza de candidat (doctor) în științe tehnice. 
Este membru PCUS în anii 1962-1991.
- În anii 1963-1974 este șef de laborator la Institutul de fizică aplicată, iar în anul 1973 a susținut teza de doctor (doctor habilitat) în științe tehnice. În anul 1976 i se decernează titlul de profesor.

Membru -corespondent al Academiei de științe din RSSM din anul 1978.
Membru titular al Academiei de științe din Republica Moldova din anul 1993.

## Alte activități
Mircea Bologa este redactor-șef al Revistei "Elektronnaya obraboitka materialov" din anul 1979, fiind anterior redactor-șef adjunct al acestei reviste, care a fost întemeiată în anul 1965 de către academicianul Boris Lazarenko.
Din anul 1985 ea se reeditează în SUA în limba engleză de editura (Publishing House) Allerton Press, Inc. sub denumirea "Surface Engineering and Applied Electrochemistry".

## Distincții
Academicianul BOLOGA a fost decorat cu inalte distincții de stat – ordinele:
- Prietenia Popoarelor (1985),
- Gloria Muncii (1995),
- Ordinul de Onoare (2009),
- titlul „Om emerit” (2001). 
  - Este laureat al:
- Premiului de Stat a RM,
- Premiului președinților Academiilor de Științe din Belarus, Moldova și Ucraina,
- Premiului special al Societății Termotehnicienilor din România,
- Premiului AȘM „Savantul anului 2007”,
- El este cetățean de onoare al satului natal,
- Gimnaziul din satul Parcova, conform deciziei primăriei, poartă numele „Mircea Bologa”.